# Tinea fulgens
Tinea fulgens is een nomen dubium, in 1888 gepubliceerd door Hugo Theodor Christoph voor een bij Borshom in de Kaukasus verzamelde onbekende vlinder die door hem in het geslacht Tinea werd geplaatst. Op basis van de korte beschrijving oordeelt Günther Petersen dat het niet om een Tinea gaat.